# سكوت سومنر
سكوت سومنر (بالإنجليزية: Scott Sumner)‏ هو اقتصادي أمريكي، ولد في القرن العشرين.